# Обитаемый остров: Послесловие
«Обитаемый остров: Послесловие» — компьютерная игра в жанре пошаговой стратегии, созданная компанией Wargaming.net и выпущенная издателями Paradox Interactive и Акелла в 2007 году. На Западе была выпущена под названием Galactic Assault: Prisoner of Power.

## Сюжет
В основе сюжета игры лежит роман писателей-фантастов Братьев Стругацких «Обитаемый остров». Главный герой — космический исследователь Максим Каммерер — попадает на планету Саракш вследствие крушения своего звездолета. На этой планете он сталкивается с военной диктатурой Земли Отцов, которая использует гипноизлучатели для контроля над своими гражданами. Будучи землянином, Максим не испытывает на себе воздействия этого биологического оружия и решает вступить в борьбу с правительством и освободить граждан от ментального контроля диктатуры. Главному герою удается уничтожить гипноизлучатель и добиться поражения военного режима Страны Отцов.
Сюжет находит дальнейшее продолжение непосредственно в игре. После уничтожения гипноизлучателя и падения военной диктатуры население Страны Отцов впало в коматозное состояние, чем незамедлительно воспользовались Хонтийцы, хлынувшие в страну. Вскоре в войну вступили Варвары и Островная Империя. Игра предлагает игроку стать на сторону одной из четырёх противоборствующих рас и вступить в бескомпромиссную борьбу с вражескими войсками.

## Особенности игры
- Четыре противоборствующие стороны: Страна Отцов, Хонти, Варвары и Островная Империя
- Реалистичная боевая система (окапывание, маскировка, туман войны, ответный огонь, огонь поддержки)
- Разветвленное дерево технологий и проработанная система улучшений (оснащение войск различными видами оружия)
- 3D-графика, со сменой дня и ночи, а также времен года
- Показ самых красивых моментов боя в замедленном времени[3].

## Отзывы
| Сводный рейтинг | Сводный рейтинг |
| Агрегатор       | Оценка          |
| --------------- | --------------- |
| GameRankings    | 69,47 %         |